# Liste der Herrscher von Bhutan
Machthaber von Bhutan waren:

## Druk Desi
Die Herrschaft über Bhutan war geteilt zwischen einem religiösen (Je Khenpo) und den folgenden politisch-administrativen Führern (Druk Desi):
- Gedun Chomphel, 1695–1701
- Ngawang Tshering, 1701–1704
- Umdze Peljor, 1704–1707
- Druk Rabgye, 1707–1719
- Ngawang Gyamtsho, 1719–1729
- Mipham Wangpo, 1729–1736
- Khuwo Peljor, 1736–1739
- Ngawang Gyaltshen, 1739–1744
- Sherab Wangchuck, 1744–1763
- Druk Phuntsho, 1763–1765
- Druk Tendzin I., 1765–1768
- Donam Lhundub, 1768–1773
- Kunga Rinchen, 1773–1776
- Jigme Singye, 1776–1788
- Druk Tendzin II., 1788–1792
- Tashi Namgyal, 1792–1799
- Druk Namgyal, 1799–1803
- Tashi Namgyal (2. Mal), 1803–1805
- Sangye Tendzin, 1805–1806
- Umdze Parpop, 1806–1808
- Bop Choda, 1807–1808
- Tsulthrim Drayga, 1809–1810
- Jigme Dragpa II., 1810–1811
- Yeshey Gyaltshen, 1811–1815
- Dorji Namgyel, 1815
- Sonam Drugyal, 1815–1819
- Tendzin Drugdra, 1819–1823
- Choki Gyaltshen, 1823–1831
- Dorji Namgyal, 1831–1832
- Adap Thrinley, 1832–1835

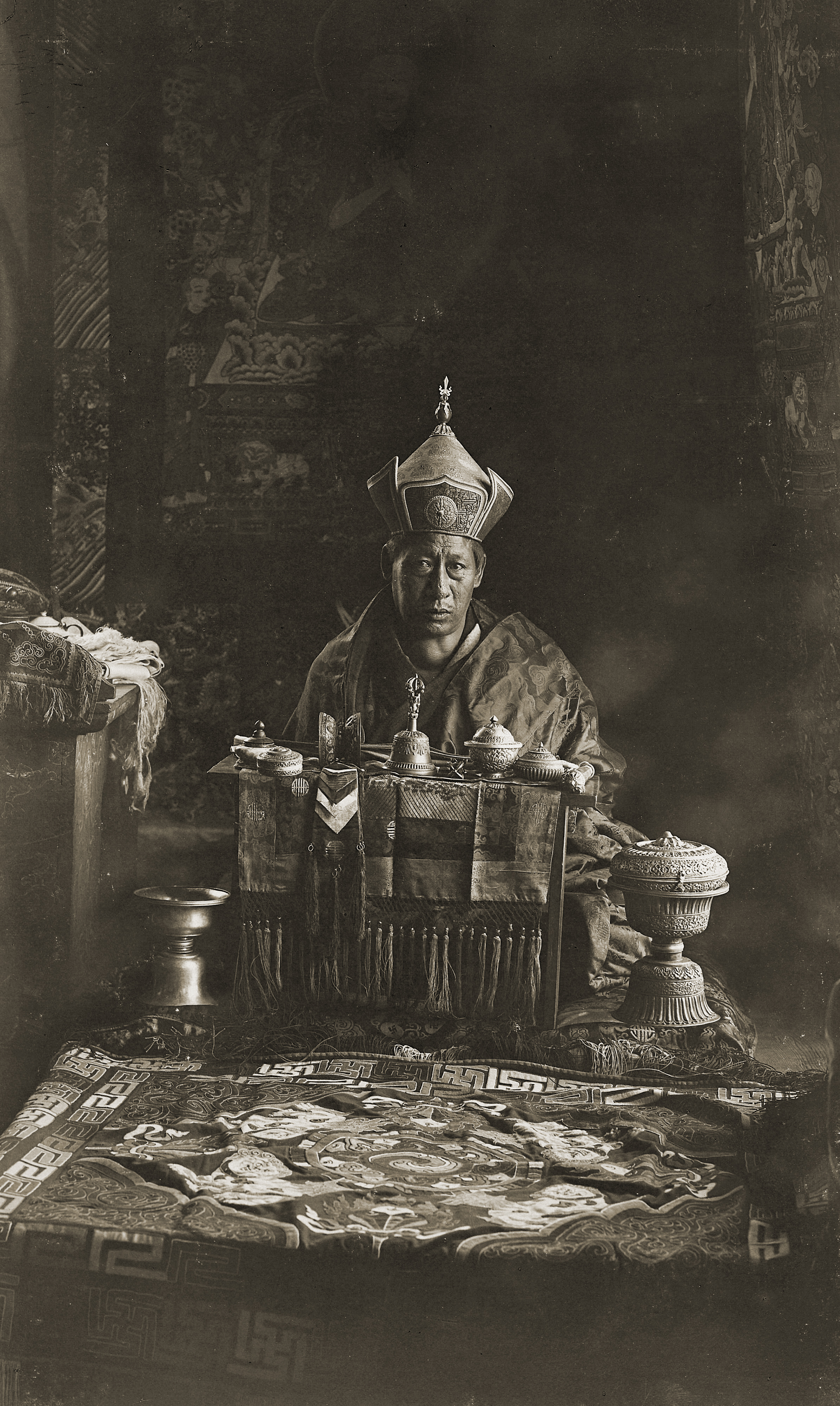
Choley Yeshe Ngodub, 1905, letzter Herrscher von Bhutan vor Einführung der Erbmonarchie

- Choki Gyaltshen (2. Mal), 1835–1838
- Dorji Norbu, 1838–1847
- Tashi Dorji, 1847–1850
- Wangchuk Gyalpo, 1850
- Jigme Norbu (in Thimphu), 1850–1852
- Chagpa Sangye (in Punakha), 1851–1852
- Damcho Lhundrup, 1852–1856
- Kunga Palden (in Punakha), 1856–1861
- Sherab Tharchin (in Thimphu), 1856–1861
- Phuntsho Namgyal, 1861–1864
- Tshewang Sithub, 1864
- Tsulthrim Yonten, 1864
- Kagyu Wangchuk, 1864
- Tshewang Sithub (2. Mal), 1864–1866
- Tsondru Pekar, 1866–1870
- Jigme Namgyal (1825–1881), 1870–1873
- Dorji Namgyal, 1873–1877
- Jigme Namgyal (2. Mal), 1877–1878
- Dorji Namgyal (2. Mal), 1878–1879
- Chogyal Zangpo († 1880), März 1879 – Juni 1880
- Jigme Namgyal (3. Mal), 1880 – Juli 1881
- Lam Tshewang, 1881 – Mai 1883
- Gawa Zangpo, 16. Mai 1883 – 23. August 1885
- Sangay Dorji, 1885–1901
- Yeshe Ngodub, 1903–1905

## Druk Gyalpo

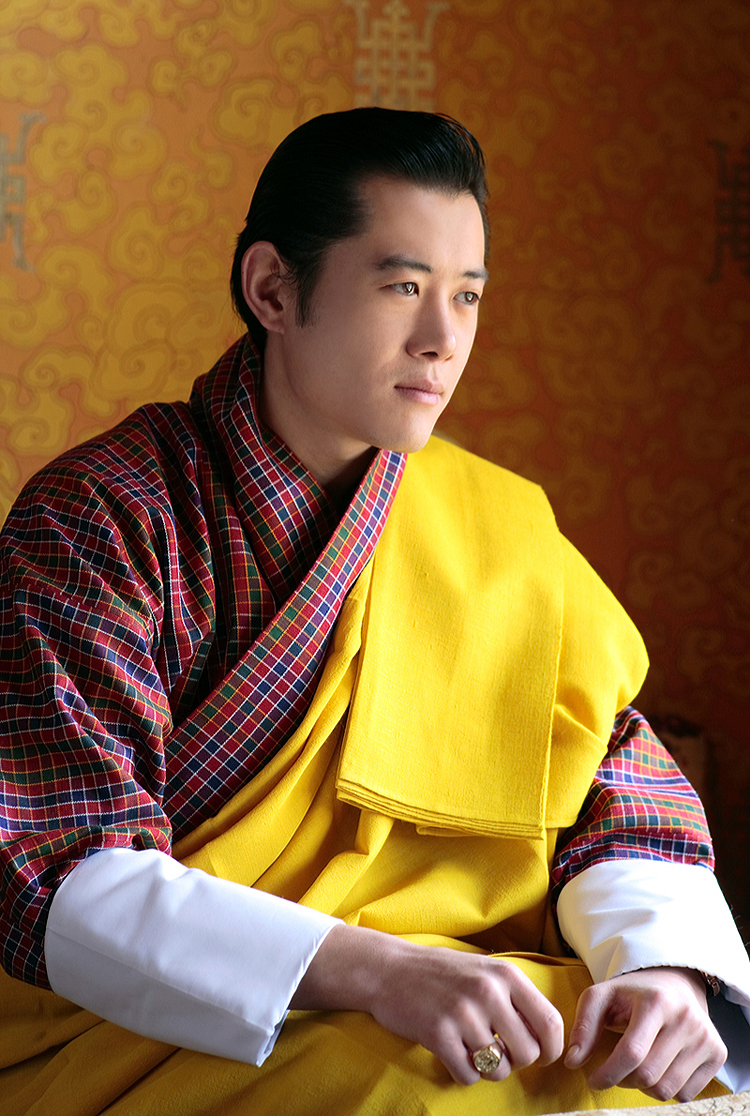
König Jigme Khesar Namgyel Wangchuck im März 2007

Im Jahr 1907 wurde eine erbliche Monarchie unter der Führung der Wangchuck-Familie etabliert. Der Monarch trägt den Titel Druk Gyalpo:
- Ugyen Wangchuck, 17. Dezember 1907 – 21. August 1926
- Jigme Wangchuck, 21. August 1926 – 24. März 1952
- Jigme Dorje Wangchuck, 24. März 1952 – 24. Juli 1972
- Jigme Singye Wangchuck, 24. Juli 1972 – 9. Dezember 2006
- Jigme Khesar Namgyel Wangchuck, seit 9. Dezember 2006